# Gregor Lagner
Gregor Lagner, ljubljanski župan v 16. stoletju. 
Lagner je bil župan Ljubljane med letoma 1505 in 1506, ko ga je nasledil Lenart Praunsperger.